# Gruta de Pech Merle
La gruta de Pech Merle (del francés: Grotte du Pech Merle) es una cueva ornamentada con pinturas de la prehistoria. Está ubicada en el departamento de Lot en la región de Mediodía-Pirineos, en la comuna de Cabrerets. Está situada en una colina (Puèg en occitano) que domina los valles del río Sagne y Cele en Quercy. Henri Breuil se refirió a la cueva de Pech Merle como «la Capilla Sixtina del Lot».[cita requerida]

## Historia
Aunque la gruta de Pech Merle era conocida por los lugareños no fue sino hasta después de sucesivas exploraciones que se revelaron todos sus secretos.
La primera sala, denominada "sala roja" a causa de sus concreciones rojizas, fue explorada entre 1906 y 1913 por Henri Redon, un estudiante de medicina de París, acompañado por su primo el señor Touzery.
El 4 de septiembre de 1922 el espeleólogo André David, acompañado por su hermana Martha y Henri Dutertre, descubrió la llamada “cueva decorada”. Más tarde, la gruta fue estudiada por Amédée Lemozi; André Leroi-Gourhan y Michel Lorblanchet.
En 1949, André David descubrió la Red de Combel y Amédée Lemozi estudió las pinturas descubiertas en la red de cuevas.
La gruta está considerada monumento histórico de Francia y representa uno de los lugares más importantes del arte paleolítico en Europa.

## El arte de Pech Merle

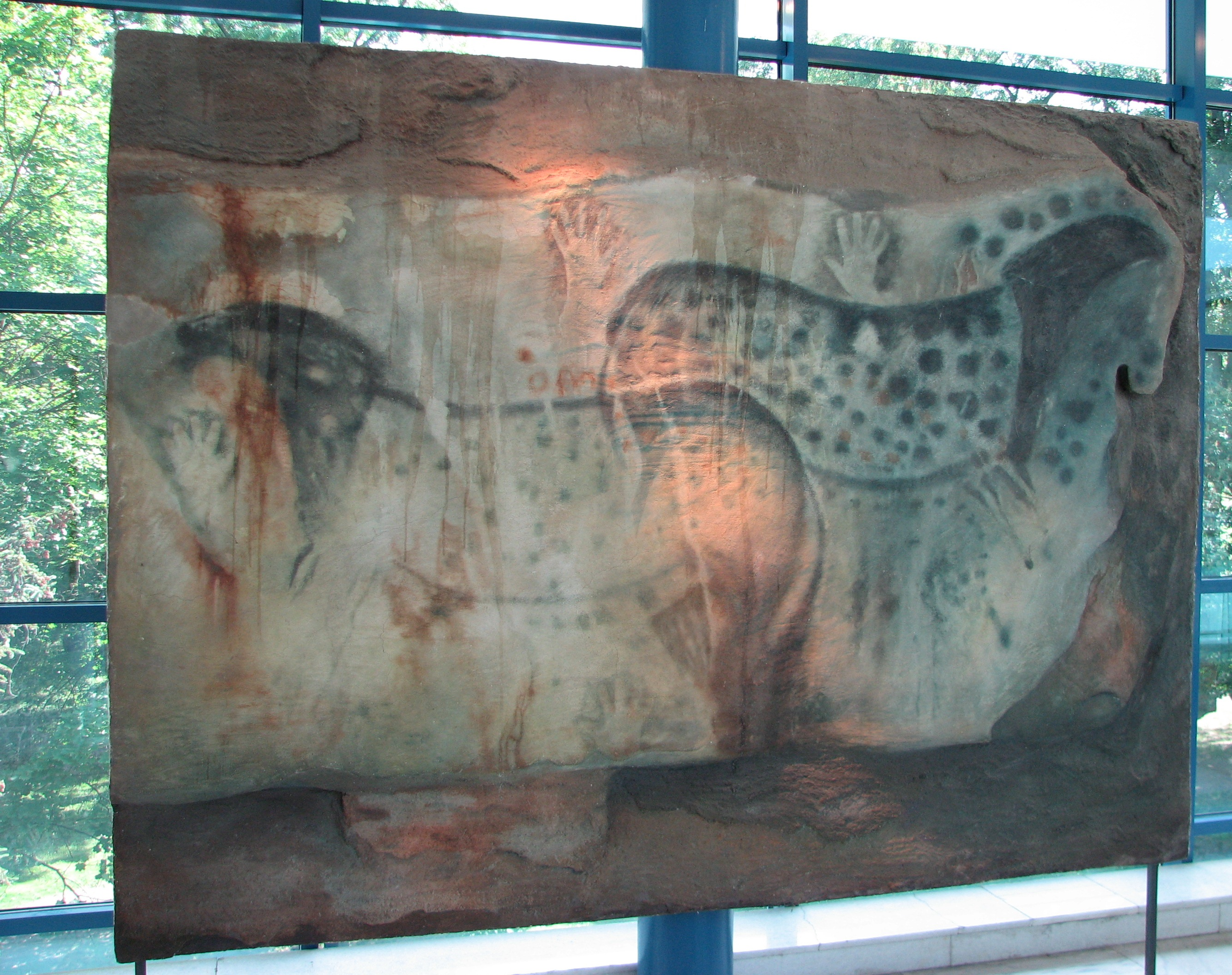
Reproducción de manos y de un caballo pintados sobre las paredes de la gruta de Pech Merle en el museo de Brno, en la República Checa

La cueva tiene dos subconjuntos situados a ambos lados de la entrada:
- al este son visibles los puntos rojos, caballos, un felino y dentro de un diverticule llamado le Combel, tres figuras imaginarias evocan los ciervos megaloceros;
- al oeste se encuentra una red más amplia y más rica. Se incluye una composición llamada frise noire que combina un caballo, un bisonte y un mamut, así como «manos en negativo». Esta compleja composición se llevó a cabo probablemente en varias etapas. Incluye dos caballos, uno dirigido a la izquierda, y el otro a la derecha, acompañado de seis manos negativas, signos y puntos. Así mismo, un gran pez trazado con una delgada línea roja se superpone sobre el caballo de la derecha.

Esto ha sido objeto de datación directa mediante carbono 14, dando como resultado unos 25.000 años de antigüedad. Esta datación se corresponde con el período Gravetiense, que es compatible con elementos como las manos negativas. Sin embargo, es posible que algunas de las pinturas y grabados de Pech Merle sean de una fecha posterior, como el período Magdaleniense.
Según el análisis realizado por el arqueólogo Dean R. Snow la mayoría de las manos pertenecen a mujeres lo cual cuestiona la suposición tradicional de que los artistas de las cavernas eran varones.

## El área de las «mujeres bisonte»
André Leroi-Gourhan considera los bisontes y los uros dibujados en la cueva como símbolos femeninos. Para esta afirmación, se basa en un dibujo donde la evocación de una silueta femenina de color rojo realiza una transición gradual desde los dibujos de bisontes. Como expresa el autor: «... la permutación de las formas en que las líneas verticales, después de convertirse en bisonte, sugieren una figura femenina con sus patas delanteras». «No se puede imaginar una ilustración más elocuente que la cercana asimilación de los dos símbolos en la "serie" femenina».
Michel Lorblanchet considera las « mujeres-bisontes » de André Leroi-Gourhan como mujeres estilizadas, sin embargo plantea que «asimilarlas suplementariamente a animales no es posible.»
Otros autores han considerado las mujeres-bisonte emparentadas con las «mujeres-mamut». o como la ilustración de un antiguo mito de la mujer-cisne, donde el ave sustituye al bisonte.

## Visitas
Aunque el número de visitantes diarios está limitado a 700, Pech Merle es una de las más importantes cuevas de arte paleolítico que está abierta al público. En el lugar, el Museo de Prehistoria Amédée Lemozi completa la visita de la cueva. Muchos investigadores van a estudiar las colecciones del museo ya que proporcionan una visión general de la prehistoria regional.
En 2006, 72.000 personas visitaron la cueva.